# Bahnhof Gorinchem
Der Bahnhof Gorinchem ist ein Bahnhof in der niederländischen Stadt Gorinchem nahe dem Stadtzentrum. Der Bahnhof liegt an der Betuwelijn zwischen Elst und Dordrecht. Der Bahnhof wurde am 1. Dezember 1883 in Betrieb genommen.

## Die Linie
Der Bahnhof wurde gleichzeitig mit der Eröffnung der Betuwelijn eröffnet. Anderthalb Jahre war der Bahnhof der Endpunkt der Bahnstrecke, bis 1885 das östliche Teilstück eröffnet wurde.

## Bahnhofsgebäude
Das ursprüngliche Bahnhofsgebäude war vom Standardtyp Sneek, der an mehreren niederländischen Standorten errichtet wurde:
- Bahnhof Gorinchem, 1881 erbaut, 1971 abgerissen.
- Bahnhof Tiel, 1881 erbaut, noch erhalten.
- Bahnhof Sneek, 1882 erbaut, noch erhalten.
- Bahnhof Appingedam, 1883 erbaut, 1981 abgerissen.
- Bahnhof Delfzijl, 1883 erbaut, noch erhalten, aber anders verklinkert.

1971 wurde das alte Gebäude, das in schlechtem Zustand war, abgerissen und ein neues Gebäude errichtet. Der Neubau ähnelt sehr dem Bahnhof Emmen. Er stammt vom selben Architekten Cees Douma.

## Anlagen

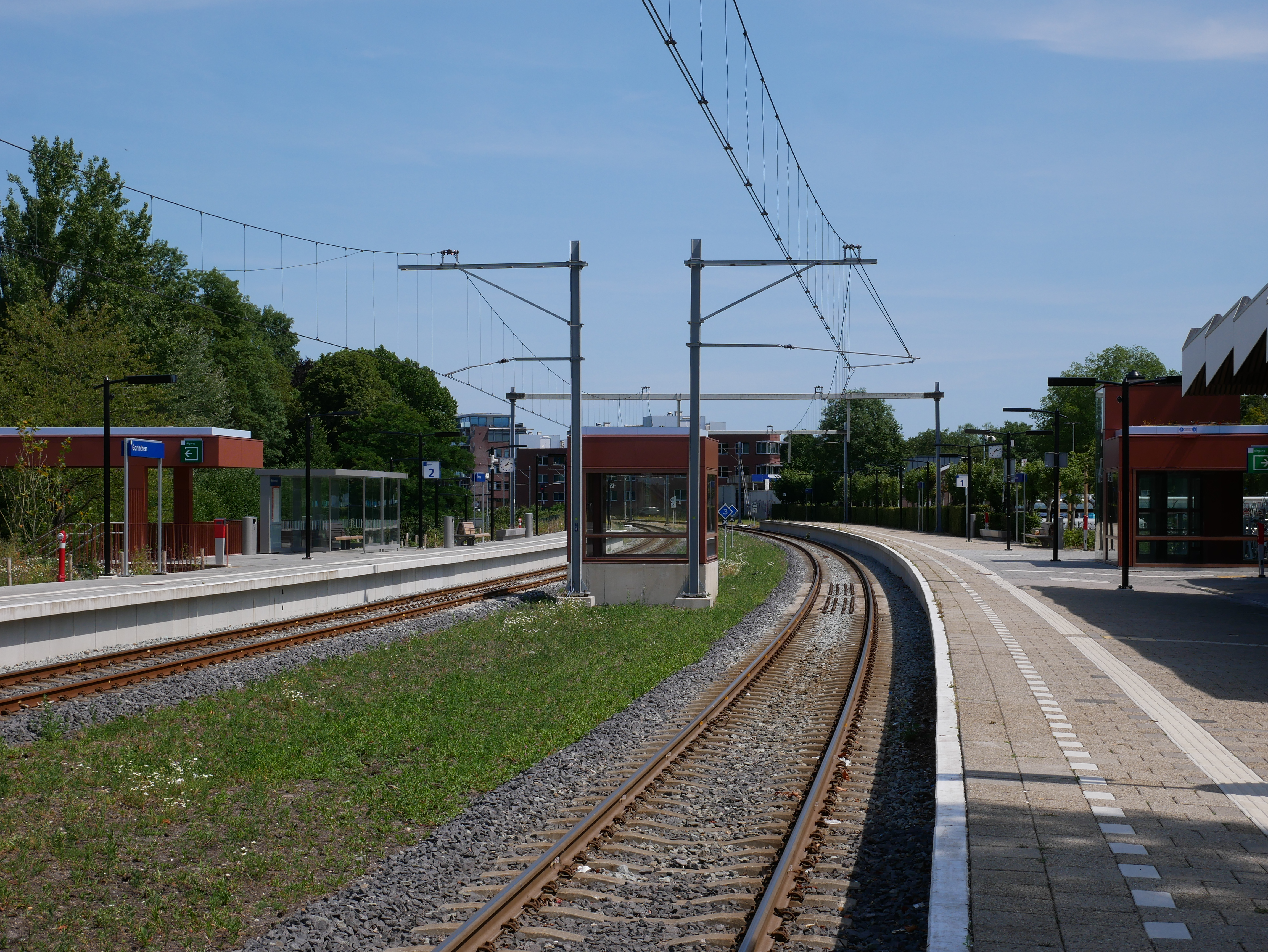
Blick auf die Bahnsteige

Ende 2007 wurde durch den Bahnbetreiber Arriva ein „Arriva Store“ auf den Platz des früheren Bahnschalters eröffnet. Auch gibt es am Bahnhof ein Restaurant „Café T Espresso“ sowie einen videoüberwachten Fahrradabstellplatz.

## Züge

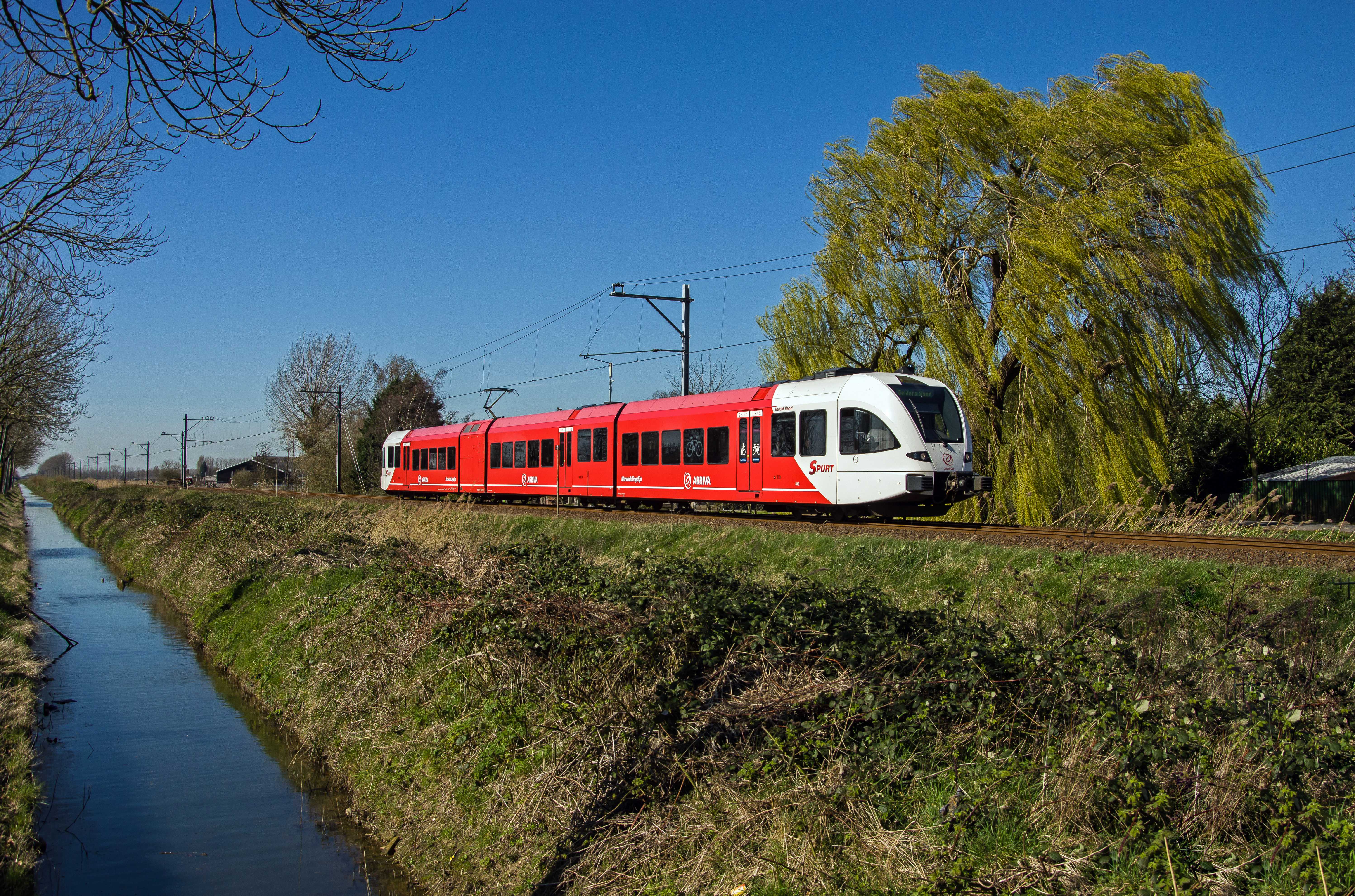
Ein Spurt

Seit dem 10. Dezember 2006 führte Arriva den Bahnbetrieb zwischen Dordrecht und Geldermalsen durch. Die Züge fahren im halbstündlichen Takt. Seit dem 14. September 2008 befährt Arriva die Bahnstrecke mit Spurt-Zügen von Stadler Rail. Im September 2011 wurde ein 15-Minuten-Takt zwischen Dordrecht und Gorinchem eingerichtet. Am 9. Dezember 2018 übernahm Qbuzz den Betrieb von Arriva und setzt seither Spurt-Züge in der Corporate Identity von R-net ein.
Am Bahnhof Gorinchem halten im Jahresfahrplan 2022 folgende Linien:
| Zugtyp            | Linienverlauf                        | Frequenz                                        |
| ----------------- | ------------------------------------ | ----------------------------------------------- |
| Stoptrein (Qbuzz) | Dordrecht – Gorinchem                | halbstündlich; Teil des Verkehrskonzeptes R-net |
| Stoptrein (Qbuzz) | Dordrecht – Gorinchem – Geldermalsen | halbstündlich; Teil des Verkehrskonzeptes R-net |